# Fibre de projection
Les fibres de projection sont constituées de fibres efférentes et afférentes, situées au-dessus des noyaux gris centraux, et qui relient le cortex cérébral aux structures sous-adjacentes. Au sein du cerveau humain, l'ensemble d'axones ou fibres nerveuses forme ce qu'on appelle les faisceaux nerveux (ou voies nerveuses), qui peuvent être classés selon leur fonction en fibres d'association, fibres de projection et fibres commissurales. 

## Fibres efférentes
Les principales fibres efférentes sont : 
- la voie motrice qui occupe le genou et les deux tiers antérieurs de la partie occipitale de la capsule interne, consistant en :
  - les fibres géniculées qui croisent au niveau de la moelle allongée et aboutissent dans les noyaux moteurs des nerfs crâniens du côté opposé,
  - les fibres cérébrospinales qui se prolongent dans la moelle épinière à travers les pyramides médullaires.
- les fibres cortico-pontiques  qui se terminent au niveau des noyaux du pont.

## Fibres afférentes
Les principales fibres afférentes sont : 
- celles du lemnisque qui ne font pas relais au niveau du thalamus ;
- celles du pédoncule cérébelleux supérieur qui ne font pas relais au niveau du noyau rouge et le thalamus ;
- de nombreuses fibres nées dans le thalamus et passant par ses tiges jusqu'aux différentes parties du cortex ;
- les fibres optiques et auditives qui mènent respectivement au lobe occipital  et au lobe temporal.